# Хусреф Мусемич
Хусреф Мусемич (босн. Husref Musemić, нар. 4 липня 1961, Бієліна) — югославський та боснійський футболіст, що грав на позиції нападника. По завершенні ігрової кар'єри — тренер.
Виступав, зокрема, за «Сараєво» та «Црвену Звезду», вигравши з обома чемпіонат Югославії, а також національні збірні Югославії та Боснії і Герцеговини. Як тренер найбільших результатів досяг із «Сараєвом», вигравши по два чемпіонати і Кубка Боснії і Герцеговини, а також ставши рекордсменом за кількістю перемог і проведених матчів на чолі команди.

## Клубна кар'єра
У дорослому футболі дебютував 1977 року виступами за команду «Радник» (Бієліна), в якій провів один сезон, взявши участь у 28 матчах другого дивізіону чемпіонату Югославії.
Протягом 1979—1985 років захищав кольори клубу «Сараєво» і в останньому сезоні виборов титул чемпіона Югославії.
Своєю грою за останню команду привернув увагу представників тренерського штабу клубу «Црвена Звезда», до складу якого приєднався 1985 року. Відіграв за белградську команду наступні чотири сезони своєї ігрової кар'єри. Більшість часу, проведеного у складі «Црвени Звезди», був основним гравцем атакувальної ланки команди. За цей час додав до переліку своїх трофеїв ще один титул чемпіона Югославії у 1988 році.
Влітку 1989 року Мусемич приєднався до шотландського «Гартса», але зіграв там лише першу половину сезону 1989/90 і під час зимової перерви повернувся до Югославії до свого колишнього клубу «Сараєво».
У грудні 1990 року став гравцем нідерландського «Твенте». У цій команді він був переважно резервним гравцем і провів лише десять ігор в Ередивізі. У серпні 1991 року його віддали в оренду до «ВВВ-Венло», але він не отримав дозволу на виступи і не зіграв жодної гри за клуб. Він залишив «Твенте» в 1992 році.
Завершив ігрову кар'єру у німецькій нижчоліговій команді «Пфуллендорф», за яку виступав протягом 1992—1994 років.

## Виступи за збірні
30 березня 1983 року зіграв свій єдиний матч у складі національної збірної Югославії, вийшовши на заміну на 85 хвилині товариської гри з Румунією (2:0) замість Міодрага Єшича
30 листопада 1995 року дебютував в офіційних матчах у складі національної збірної Боснії і Герцеговини в історичній першій офіційній грі збірної проти Албанії, яку боснійці програли 0:2. Надалі за збірну більше не грав.

## Кар'єра тренера
Після завершення кар'єри гравця Мусемич розпочав кар'єру тренера. Спочатку він працював у «Сараєво» помічником головних тренерів Мехмеда Яньоша та Нерміна Хаджиахметовича, після чого був головним тренером «Джерзелеза», де пропрацював з 1999 по 2000 рік.
Надалі Мусемич з перервами тренував «Сараєво», з яким виграв Кубок Боснії 2004/05, а через два роки і чемпіонат країни. В подальшому працював із «Олімпіком» (Сараєво), а у проміжку між двома призначеннями в «Олімпіку», з 29 червня 2011 року до 2012 року, він був головним тренером юнацької збірної Боснії та Герцеговини U18.
З березня по грудень 2013 року знову тренував «Сараєво», а надалі очолював команди «Слобода» (Тузла) і «Младост» (Добой).
У серпні 2017 року Мусемич вп'яте за свою кар'єру був призначений головним тренером «Сараєва». У листопаді 2017 року після перемоги над «Младостю», яка стала 127-ою на тренерській лаві «Сараєво» для Мусемича у 240 офіційних матчах, він став тренером з найбільшою кількістю перемог в історії клубу, випередивши Мирослава Брозовича (126 перемог у 290 іграх). У сезоні 2018/19 він вдруге в кар'єрі виграв Кубок Боснії після того, як «Сараєво» перемогло «Широкі Брієг» у фіналі 15 травня 2019 року. Усього через три дні після кубкового успіху, 18 травня 2019 року, Мусемич привів «Сараєво» після домашньої перемоги над «Звієздою 09» (4:0) до чемпіонського титулу, вигравши перший «золотий дубль» в історії клубу, а також перший «дубль» у своїй тренерській кар'єрі. Незабаром після цього Хусреф був визнаний найкращим тренером сезону, а 12 червня 2019 року він продовжив контракт із «Сараєво» до літа 2021 року. Втім вже 2 грудня 2019 року Мусемича було звільнено з посади головного тренера «Сараєво» після домашньої поразки 1:3 в Сараєвському дербі проти «Желєзнічара» двома днями раніше.
7 січня 2021 року було оголошено, що Мусемич став новим тренером «Тузла Сіті», підписавши піврічний контракт із клубом. За підсумками сезону 2020/21 він посів з командою 6 місце, після чого продовжив співпрацю. Він покинув клуб за обопільною згодою 10 квітня 2022 року після серії поганих результатів.
22 грудня 2022 року Мусемича було призначено головним тренером клубу «Ігман» (Коніц), якому загрожувало пониження в класі. Він переміг у своєму першому матчі на чолі команди, коли 25 лютого 2023 року «Ігман» переміг «Желєзнічар» з рахунком 3:1 і зумів покращити результати клубу, завершивши сезон на 8-му місці, уникнувши вильоту. 27 липня 2023 року Мусемич покинув клуб за обопільною згодою за два дні до початку нового сезону.

## Статистика виступів

### Статистика виступів за збірну
| Дата      | Місто     | Господарі | Результат | Гості     | Турнір           | Голи | Примітки |
| --------- | --------- | --------- | --------- | --------- | ---------------- | ---- | -------- |
| 30-3-1983 | Тімішоара | Румунія   | 0 – 2     | Югославія | товариський матч | -    | 85'      |
| Усього    |           | Матчів    | 1         |           | Голів            | 0    |          |

| Дата       | Місто  | Господарі | Результат | Гості                | Турнір           | Голи | Примітки |
| ---------- | ------ | --------- | --------- | -------------------- | ---------------- | ---- | -------- |
| 30-11-1995 | Тирана | Албанія   | 2 – 0     | Боснія і Герцеговина | товариський матч | -    |          |
| Усього     |        | Матчів    | 1         |                      | Голів            | 0    |          |

## Титули і досягнення

### Як гравця
- Чемпіон Югославії (2):

«Сараєво»: 1984/85
«Црвена Звезда»: 1987/88

### Як тренера
- Чемпіон Боснії і Герцеговини (2):

«Сараєво»: 2006/07, 2018/19
- Володар Кубка Боснії і Герцеговини (2):

«Сараєво»: 2004/05, 2018/19

## Особисте життя
Старший брат Хусрефа, Вахидин Мусемич, також був футболістом і грав за «Сараєво» та збірну Югославії.